# Йохан V (Шаумбург)
Йохан V фон Холщайн-Шаумбург (на немски: Johann II, V von Holstein-Schauenburg; * 1512; † 10 януари 1560 в Бюкебург) е граф на Холщайн-Шаумбург и на Холщайн-Пинеберг (1531 – 1560).
Той е третият син на граф Йобст I фон Холщайн-Шауенбург (1483 – 1531) и на графиня Мария фон Насау-Диленбург (1491 – 1547), дъщеря на граф Йохан V фон Насау-Диленбург-Вианден и Елизабет фон Хесен-Марбург.
Йохан се жени 1553 г. в Аурих за графиня Елизабет фон Източна Фризия (* 10 януари 1531 в Аурих; † 6 септември 1558 в Аурих), дъщеря на граф Енно II от Източна Фризия (ок. 1500 – 1540) и Анна фон Олденбург (1501 – 1575). Бракът е бездетен.